# Принцип Ландауэра
При́нцип Ланда́уэра — принцип, сформулированный в 1961 году Рольфом Ландауэром (IBM) и гласящий, что в любой вычислительной системе, независимо от её физической реализации, при потере 1 бита информации выделяется теплота Q :
{\displaystyle Q=k_{\mathrm {B} }\,T\,\ln 2,}
где kB — константа Больцмана, T — абсолютная температура вычислительной системы.
Выражением Шеннона — фон Неймана — Ландауэра (Shannon—von Neumann—Landauer, SNL) называют минимальную энергию Ebit, необходимую для обработки 1 бита (либо — минимальную высоту барьера, необходимую для разделения двух состояний электрона ESNL):
{\displaystyle E_{\mathrm {bit} }>E_{\mathrm {SNL} }=k_{\mathrm {B} }\,T\,\ln 2.}
При T = 300 K энергия ESNL ≈ 0,017 эВ ≈ 2,7×10−21 Дж.
Несмотря на то, что увеличение энтропии при стирании одного бита чрезвычайно невелико, в современных микросхемах размещаются миллиарды транзисторов, переключающихся на частотах до нескольких гигагерц (миллиардов раз в секунду), что увеличивает количество теплоты от стирания информации до измеримых величин.
В начале XXI века компьютеры при обработке одного бита рассеивали примерно в миллион раз больше тепла, чем предсказано принципом. Однако на начало 2010-х разница снизилась до нескольких тысяч, и предсказывается дальнейшее приближение к пределу Ландауэра в течение ближайших десятилетий.
Ограничения накладываемые принципом Ландауэра можно обойти путём реализации обратимых вычислений, при этом возрастают требования к объёму памяти и количеству вычислений. Иногда также высказываются предположения, что обратимые вычисления будут медленнее.

## Дальнейшая проверка
Несмотря на то, что принцип Ландауэра признан в качестве физического закона, он до сих пор требует проверки экспериментальным путём на разных уровнях. 
Универсальность принципа критиковалась в работах Еармана и Нортона (1998), а затем Шенкера (2000) и снова Нортона (2004, 2011), и защищалась П. Беннетом (2003) и Лэдимэном (2007).
В 2016 году исследователи из Университета Перуджи утверждали, что им удалось продемонстрировать прямое нарушение принципа Ландауэра, но, согласно Лазло Кишу, их результаты ошибочны, поскольку игнорируют главный источник рассеяния энергии, а именно – зарядовую энергию ёмкости входящего электрода.
В 2018 году была подтверждена справедливость принципа Ландауэра на квантовом уровне, в эксперименте было зафиксировано, что при стирании квантовой информации кубитов квантового компьютера также происходит тепловыделение.
В 2020 году было показано, что квантовые эффекты могут привести к увеличению рассеяния энергии по сравнению с пределом Ландауэра в 30 раз.